# ایچیجو تادایوری
ایچیجو تادایوری (انگلیسی: Ichijō Tadayori; نامشخص – ۲۵ ژوئیه ۱۱۸۴) سامورایی سیاستمدار در دوره هی‌آن اهل ژاپن بود.
ترور او توسط  شوگون میناموتو نو یوریتومو آغاز پاکسازی شاخه خاندان کای تاکدا از  خاندان میناموتو بود.